# Waaigat (Amsterdam)
Het Waaigat is een doodlopend straatje in stadsdeel Amsterdam Centrum gelegen op Wittenburg, een van de drie Oostelijke Eilanden die in de tweede helft van de 17e eeuw in het IJ werden aangeplempt. De straat ligt aan de Wittenburgervaart. De naam Waaigat is een oude naam voor een opening in de grachtenwand. Waaigaten waren er ook aan de Warmoesstraat en de Rapenburgerstraat. Een bekende bewoner van het Waaigat was de journaliste Wil Merkies.

## Fotogalerij

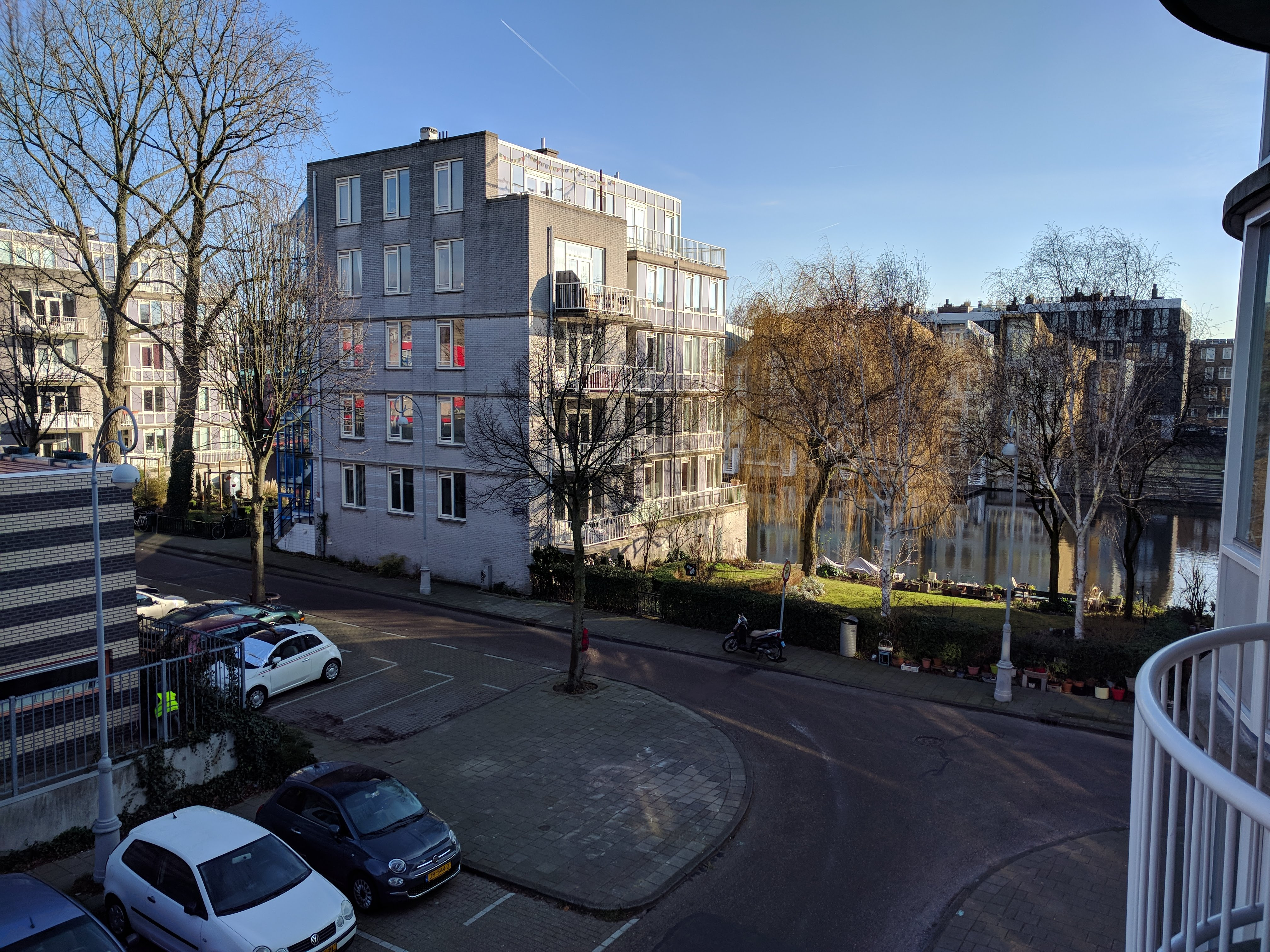
Het Waaigat in Amsterdam
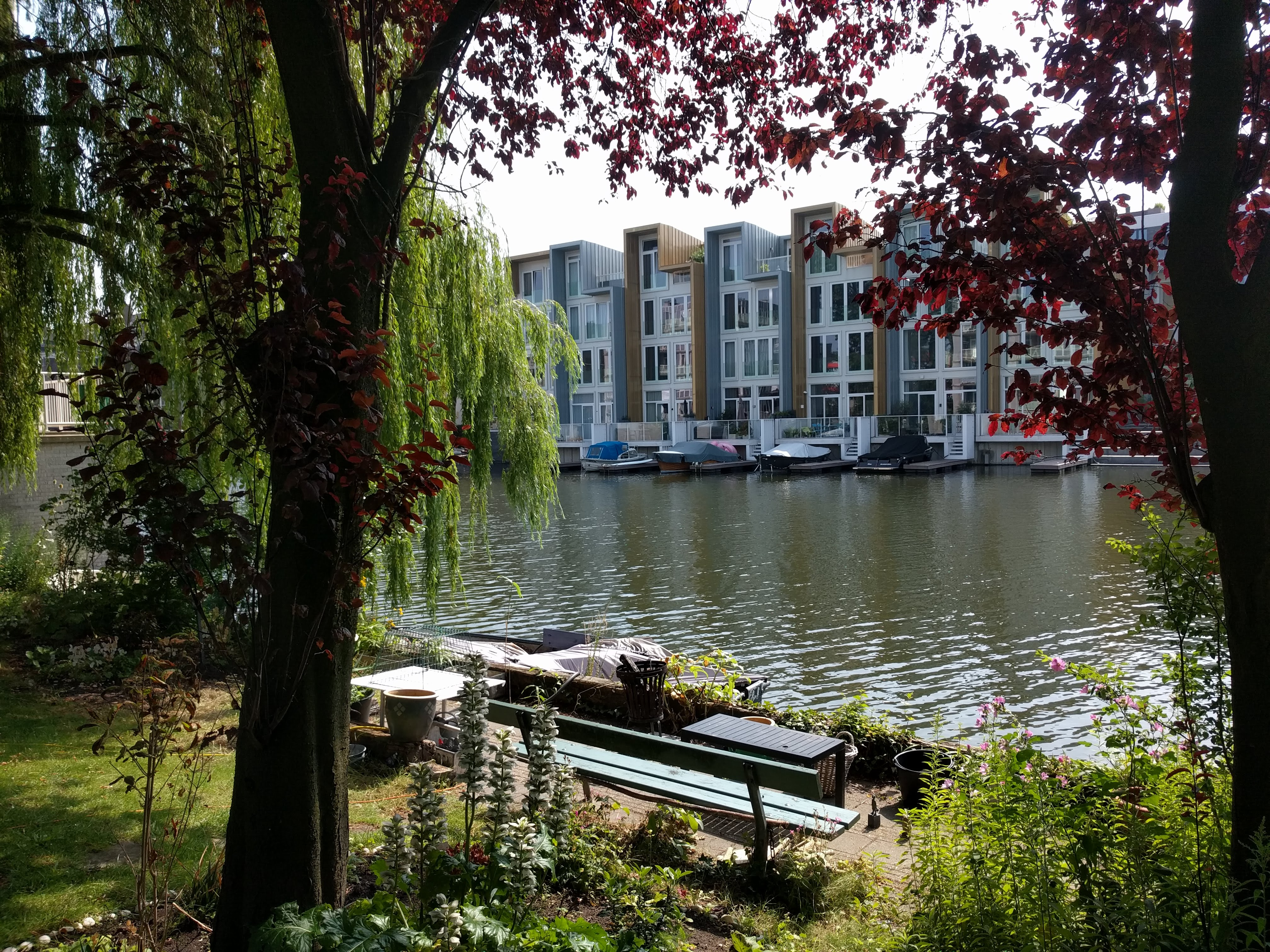
Een gemeenschappelijke tuin aan het Waaigat in Amsterdam
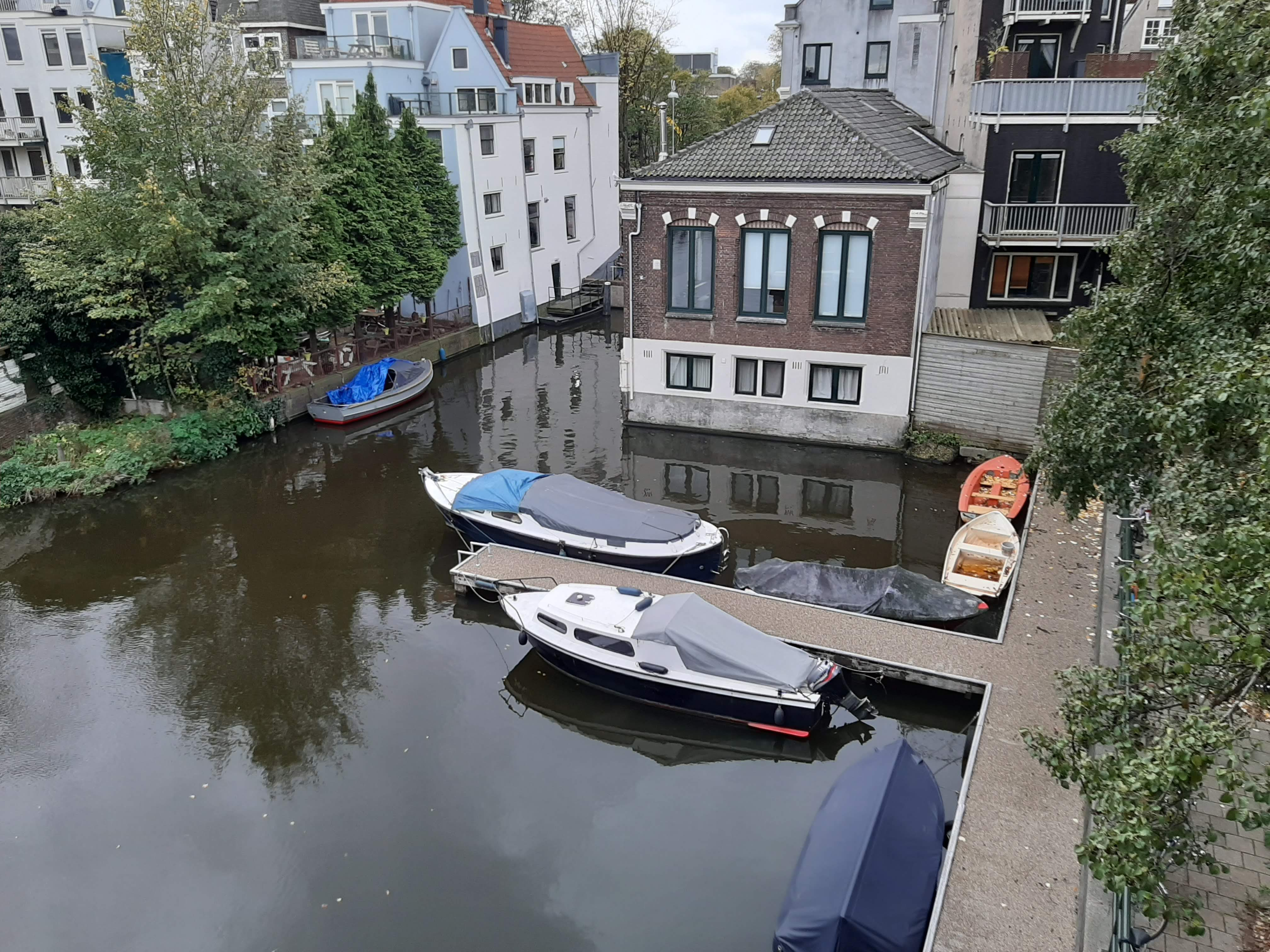
Een aanlegsteiger voor bootjes aan het Waaigat in Amsterdam
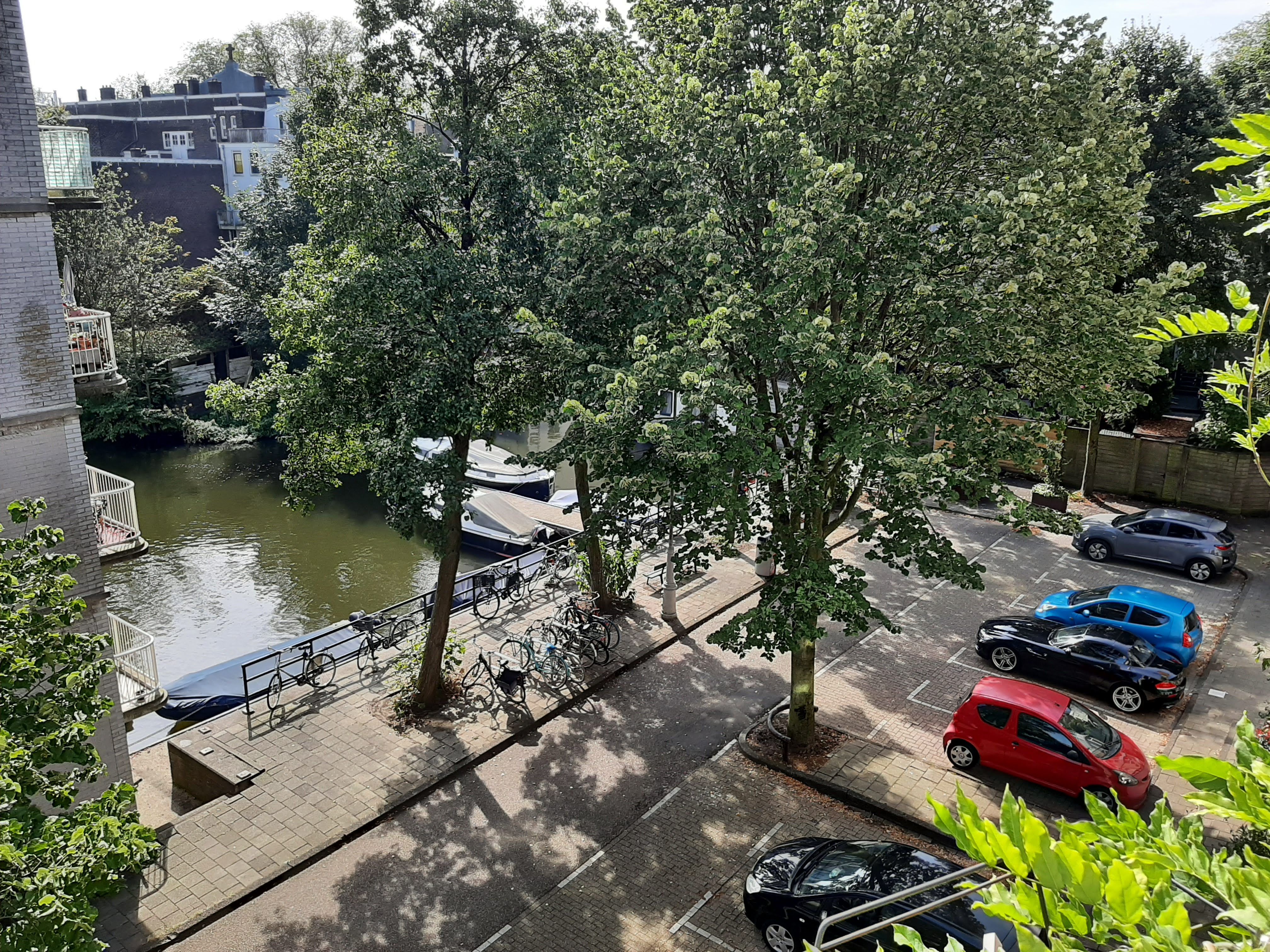
Overzichtsfoto van de aanlegsteiger aan het Waaigat in Amsterdam